# Гнідин
Гні́дин — село в Бориспільському районі Київської області. Центр Золочівської сільської громади.

## Географія
Розташоване за 4 км від річки Дніпро. Село, розміщується за 22 км від районного центру, за 15 км від автотраси Київ — Харків, за 17 км від залізничної станції Дарниця. Село розкинулося неподалік від Дніпра на річковій заплаві та надзаплавній терасі. На сході, на високій піщаній терасі розкинувся сосновий ліс, на заході — придніпровські луки з невеликими озерами.

## Етимологія назви
Сама назва Гнідин пояснюється по-різному. Можливо, вона походить від роду занять перших поселенців, що гнули дуги, «Гне дуги» перейшло у «Гнедуг», а звідси — Гнідин. За іншим припущенням, топонім «Гнідин» утворився від назви рослини гнидиці (так називали шолудивник). Раніше відваром цієї рослини знищували комах-паразитів у свійських тварин. Ймовірно й те, що слово «Гнідин» набуло скорочену форму від назви рослини гнидник (грицики), на яку була багатою ця місцевість. І ця назва закріпилася за населеним пунктом.

## Історія
Біля Гнідина у піщаному кар'єрі виявлено рештки кісток мамонтів. На східній околиці села, поблизу дороги, що прорізує схил берега Дніпра, виявлено поселення Дніпро-донецької (V—III тис. до н. е.) та поселення Трипільської культури софіївського типу V—III тис. до н. е. Поблизу села досліджувалося поселення Зарубинецької культури (III ст. до н. е. — V ст. н. е.). У селі виявлено давньоруське селище XII ст.
Перші згадки про Гнідин зустрічаються в давніх книгах Києво-Печерської лаври, які свідчать, що село з такою назвою виникло близько 1545 року. Воно розташовувалось біля Дніпра і називалось «Гнідин над Дніпром». Ця місцевість і тепер має назву «Старий Гнідин».
У період Гетьманщини Гнідин спочатку належав до Воронківської сотні Переяславського полку, а пізніше увійшов до Бориспільської сотні Київського полку.
За описом Київського намісництва 1781 року в Гнідині було 73 хати. За описом 1787 року в селі проживало 304 «казених людей» і козаків.
Є на мапі 1787 року.
Більшість мешканців Гнідина на початок XIX ст. були монастирськими підданими, займалися землеробством, вирощували пшеницю, жито, овес. Сплачували оброк монастирю медом, житом і вівсом. Займалися ремеслами та кустарними промислами. Були серед гнідинців кравці, шевці, теслярі, бондарі. Займалися рибальством і бджільництвом. Поширеним був чумацький промисел. Кустарні вироби та продукти сільського господарства збували на ярмарках і базарах.
На початок XX століття в Гнідині проживало 2005 осіб, з них чоловіків — 988, жінок — 1017.
1901 року – село Броварської волості Остерського повіту Чернігівської губернії, 1782 мешканця.

### Встановлення радянської влади і Голодомор
Перша половина 20-х років була пов'язана із запровадженням НЕПу та відбудовою зруйнованого більшовицькою політикою господарства села. В 1925—1926 роках господарському році селяни активно продавали хліб державі. Починаючи з 1929 року і до Гнідина докотився процес колективізації.
Бідняки, яким втрачати було нічого, відразу ж організували невелике колективне господарство, назвавши його «Зіркою». Головував у ньому Володимир Григорович Черняхівський. Середняки та заможні селяни не поспішали вступати до нього, тож в хід пішли примус, залякування та терор голодом. У Гнідині створили ще два колгоспи: імені Шевченка (1931 р.) та імені XVII партз'їзду (1934 р.). У тому ж таки 1934 році вони об'єднались у єдине господарство, що носило ім'я Ворошилова, а згодом Чапаєва.
Під час Голодомору 1932—1933 років за офіційними звітами померло 98 мешканців села, фактичні втрати були значно більшими.
Весною 1934 року на колгоспних полях вперше з'явився трактор. Поступово зростали врожаї, працювали ланки. У 1938 році досягнення селян було представлено на Всесоюзній сільськогосподарській виставці, а в 1939 році трудівниць нагородили срібними медалями виставки за вирощення рекордних урожаїв картоплі та овочів.
Певного розвитку в 1920—1930-х роках набула і соціальна сфера. В селі відкрили бібліотеку та клуб. Місцева школа в 1925 році стала чотирирічною. Її очільником був Федось Максимович Галатенко. Навчання відвідували понад 120 учнів. В роки голодомору для порятунку дітей-сиріт та дітей з малозабезпечених сімей при школі, за ініціативи директора, організували гаряче харчування та інтернат, який проіснував до середини 30-х років. Це дало змогу вберегти від голодної смерті не один десяток малих гнідинців. З 1934 року почався набір до 5-го класу Гнідинської семирічки, перший випуск якої відбувся в 1937 році.

### Німецько-радянська війна

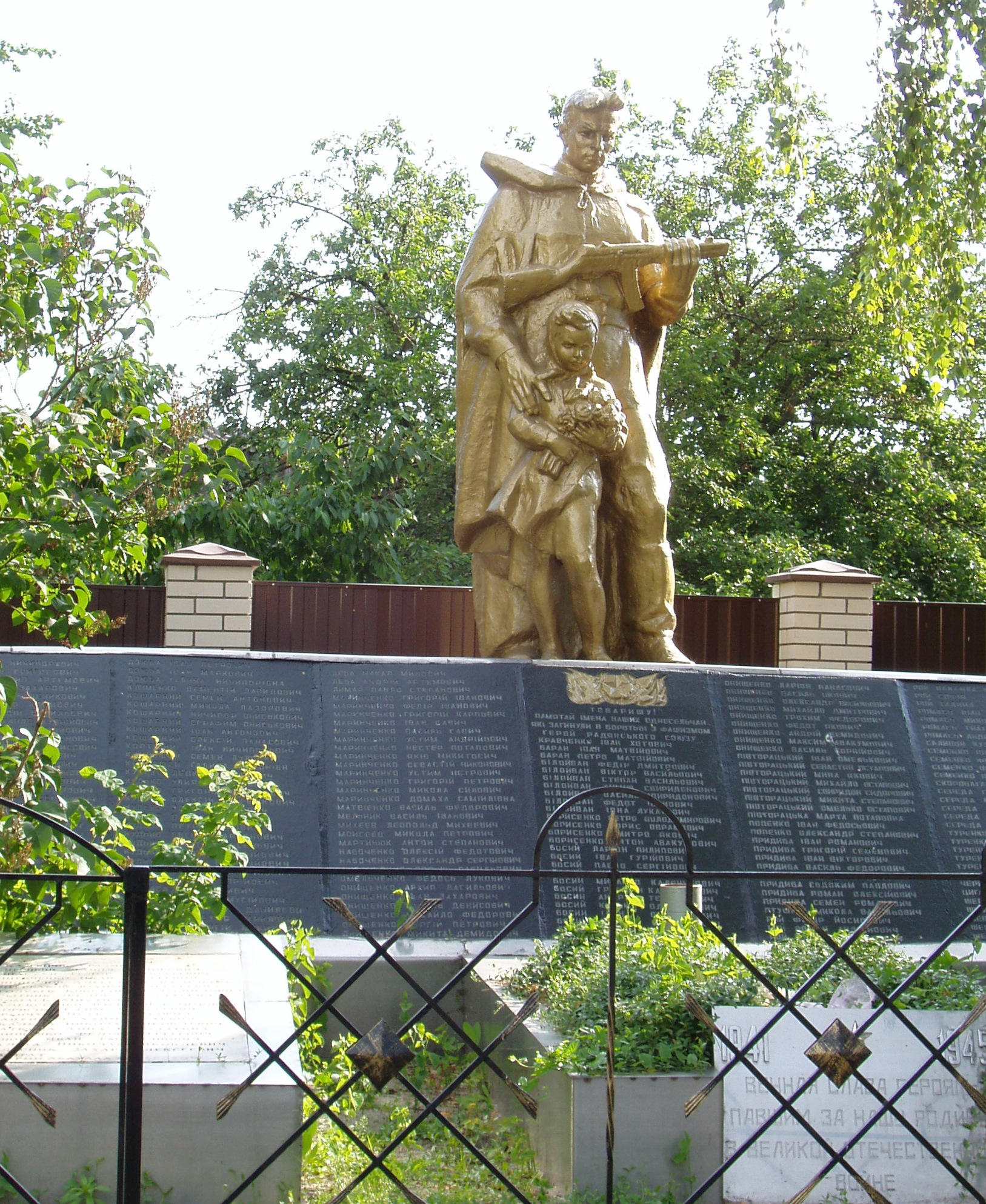
Пам'ятник воїнам-односельцям, які загинули в роки Другої світової війни

З перших днів німецько-радянської війни значна частина чоловічого населення Гнідина була призвана до Червоної Армії, а з кінця вересня почалась німецька окупація, яка тривала два роки. Селяни, як і при росіянах, змушені були працювати на примусових роботах в колишньому колгоспі та на лісозаготівлях у Бортницькому лісництві, а також на оборонних спорудах.
180 юнаків та дівчат було вивезено до Німеччини. У вересні 1943 року повернулася радянська влада, у село вступили бійці 136-ї стрілецької дивізії Червоної Армії під командуванням підполковника Івана Пузікова. Перед тим, як залишити село німці почали його палити. Згоріло понад 150 будівель.
Восени 1943 року до Червоної Армії було примусово мобілізовано кілька сотень гнідинців віком від 18 до 45 років, а деякі з них стали учасниками ще й розгрому Японії. Понад 200 гнідинців знайшли спочинок у братських могилах, розкиданих від Дніпра до Одера та Ельби. Серед них і Кравченко Іван Хотович, Герой Радянського Союзу, який загинув під час штурму Берліна.

### Після війни
Повоєнні роки були важкими, люди з землянок переселялись до відбудованих хат, розпочались заняття в школі. У середині 1945 року повернувся з армії Федось Галатенко, який знову став директор школи. Під його керівництвом сформувався творчий колектив педагогів.
Основною господарською одиницею в селі залишався колгосп імені Чапаєва. В ньому й працювала більшість гнідинців. В 1956—1957 роках село в основному було електрифіковане. З 1960 по 1963 рік головою колгоспу працював Петро Васильович Глоба. Під його керівництвом господарство досягло значних успіхів і вперше мало суттєві прибутки. Це дало можливість збудувати приміщення початкової школи та розпочати будівництво ще одного приміщення для восьмирічної школи. Однак, цю справу не було доведено до кінця, бо в березні 1963 року на базі колгоспів сіл Гнідин та Вишеньки було створено радгосп «Вишеньківський».
Село Гнідин стало його третім відділком, а отже втратило будь-яку перспективу для розвитку своєї інфраструктури. Правда, дякуючи випускнику Гнідинської школи 1937 року Івану Хомовичу Галатенку, який в другій половині 60-х років очолював Бориспільський райвиконком, до села вдалось прокласти дорогу з твердим покриттям. Це покращило транспортне сполучення села з містом Києвом і дало можливість більшості жителів знайти для себе роботу в столиці.
В середині 70-х років у Гнідині розпочав роботу Експериментально-технологічний завод дитячого та дієтичного харчування, який складався з двох цехів — м'ясного та молочного. Біля нього звели три багатоквартирні будинки для молодих працівників та дитячий садок. На підприємстві працювало понад 150 гнідинців.
Та роки застою, а точніше загальної кризи соціалістичної системи господарювання, позначились і на житті Гнідина. З одного боку занепадав радгосп «Вишеньківський», який поступово втрачав свої виробничі показники. Шукаючи роботу на промислових підприємствах, його залишали люди. Гнідинці більше уваги почали приділяти домашньому підсобному господарству, продукти з якого реалізовували на ринках Києва і мали поповнення сімейного бюджету. На початку 1980-х років остаточно погасло вогнище сільської культури — розвалився (у прямому розумінні цього слова) сільський клуб. Проте, на цьому фоні були і певні успіхи. Так, методами народної будови були зведені нові приміщення фельдшерсько-акушерського пункту та восьмирічної школи. За державні асигнування збудували приміщення сільської ради, де розмістились поштове відділення, відділення банку, телефонна станція та сільська бібліотека.
- Початок горбачовської «перебудови» став своєрідним творчим поштовхом у діяльності педагогічного колективу Гнідинської школи. Тут була створена Мала Академія народних мистецтв, головним змістом роботи якої стало відродження глибинних національних коренів та народних традицій. В створенні Малої Академії Народних Мистецтв були також причетні Валентина Василівна Стрілько , Пільщикова Тамара Григорівна, Кальненко Володимир Іванович. До роботи з учнями були залучені відомі діячі української культури: Ніна Матвієнко, Анатолій Погрібний, Дмитро Чередниченко, Галина Кирпа, Петро Осадчук, Віктор Лузан, Степан Щербак, Людмила Іванникова та інші.

### Після 1990-го

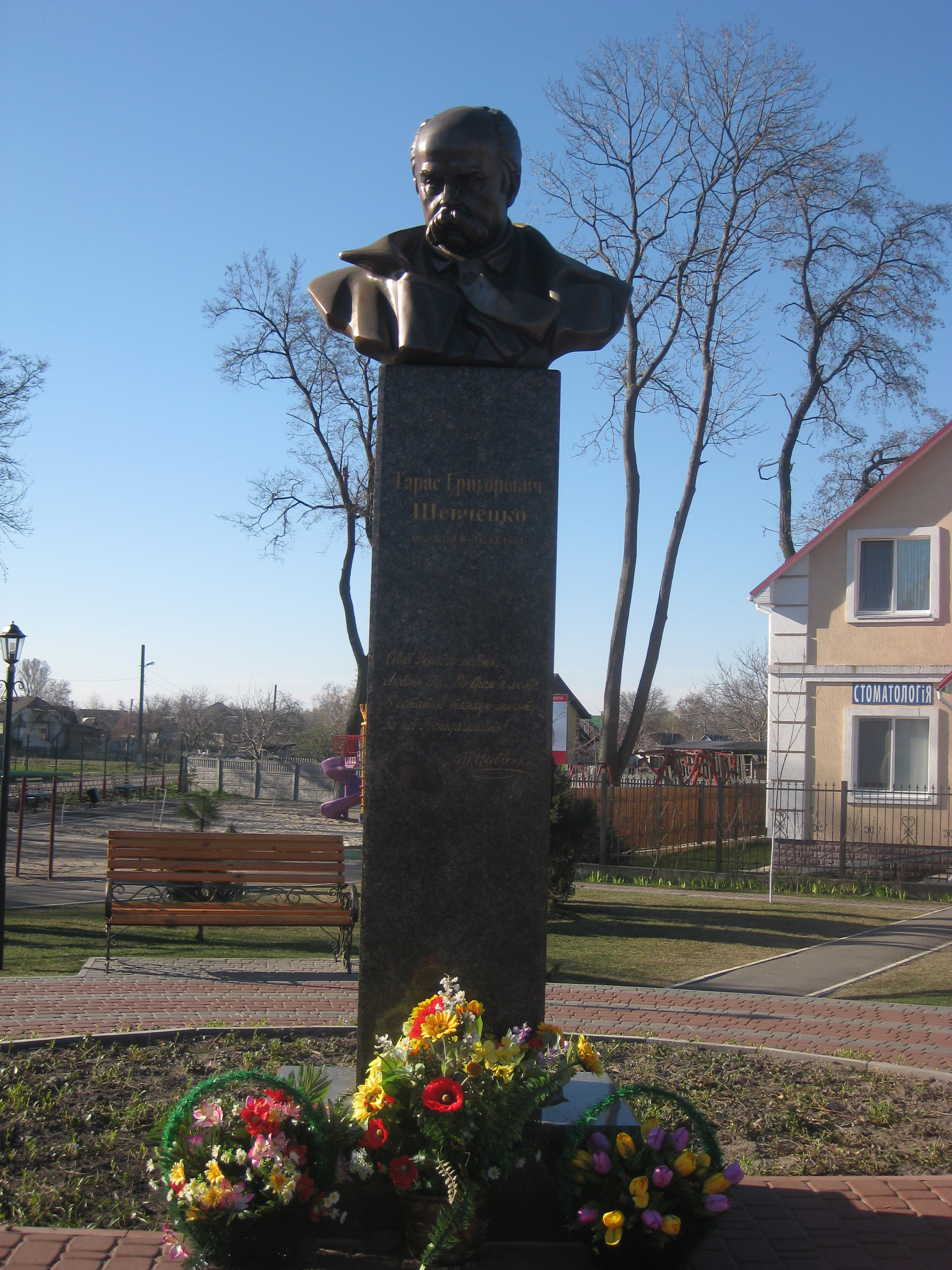
Пам'ятник Т. Г. Шевченку

Впродовж 90-х років змінювалось обличчя Гнідина. Зусиллями його багаторічного голови Онищенка Миколи Івановича, який майже три десятиліття з невеликими перервами очолював село, було реконструйовано місцеву електромережу, з'явились перші асфальтовані вулиці, за його сприяння та при підтримці громади майже завершилась газифікація села, розпочата Юрієм Романовичем Мельником.
Було збудовано нові торговельні заклади, фельдшерсько-акушерський пункт реорганізовано в медичну амбулаторію та переселено в приміщення колишньої школи. Поліпшився житловий фонд села. Забудувались нові мікрорайони: Крива та Мельниця. В 2003 році, за кошти сільської ради, розпочалась реконструкція колишнього приміщення початкової школи під житловий будинок для вчителів і вже в липні 2005 року Міністр освіти України Станіслав Ніколаєнко вручив ключі від чотирьох квартир учителям-новоселам.
1990-ті роки позначились і новим творчим зростанням педагогічного колективу школи навколо учнівського об'єднання «Віче». Очолював заклад з 1992 по 2006 рік Василь Іванович Галатенко. В 2003 році Розпорядженням Кабінету Міністрів України їй було присвоєно ім'я Великого Українця, відомого діяча української діаспори в Канаді Петра Яцика. З цієї нагоди 18 грудня 2003 року школу відвідав Голова Верховної Ради України Володимир Литвин. Шість останніх років навчальними закладом керує депутат районної ради Ніна Григорівна Кудько. У червні 2009 року школу включено до реєстру флагманів освіти України, вона є обласним опорним закладом освіти з національно-патріотичного виховання, а восени 2012 року нагороджена Дипломом «Золота Фортуна».
В Гнідині проживає близько 2800 офіційно зареєстрованих жителів, хоча реальна чисельність населення становить понад 3500 осіб. Певний час, у селі працював ВАТ «Регіопродукт», де трудилися понад 200 працівників, які виробляли різноманітну молочну та м'ясну продукцію. Нині ж завод не працює.
У селі діють 14 торгових закладів різних форм власності та спеціалізації.
Гордістю Гнідина є його пожежне депо з підрозділом пожежників-рятувальників, що визнавалися кращими не лише в районі, а й в області.

## Персоналії Гнідина
Кандидатами наук у повоєнні роки стали Михайло Климович Коваль та Микола Каленикович Кудько. Перший, будучи незрячим з семи років, зумів закінчити школу, інститут, стати викладачем історії, захистити кандидатську дисертацію та працював в Інституті історії АН УРСР. Другий — обрав військову кар'єру. Пройшовши вогняними дорогами Другої світової війни, після її закінчення став військовим інженером та працював у славетному КБ Сергія Корольова, полковник.
Дзюба Іван Андріяновича — сільський священик, який багато років у повоєнні часи очолював парафію Гнідинської Свято-Миколаївської церкви. Він молитвою умів лікувати душі людські, а його роботящі руки забезпечували гнідинців різноманітними столярними виробами. Були випадки, коли рятуючи людей від повені, він майстрував човна навіть у Великдень.
Босий Михайло Кузьмович — працівник заводу «Арсенал». За заслуги у виготовленні оригінальних деталей до пристроїв, відзначений орденами Леніна та Трудового Червоного Прапора.
Босий Микола Федотович — ліквідатор аварії на ЧАЕС. У квітні 1986 року, коли сталась аварія на реакторі, очолював спеціалізований 731-го батальйон, що пізніше прокладав під цим реактором трубопровід для подачі рідкого азоту, чим була відвернута небезпека термоядерного вибуху, руйнівні наслідки якого передбачити неможливо.

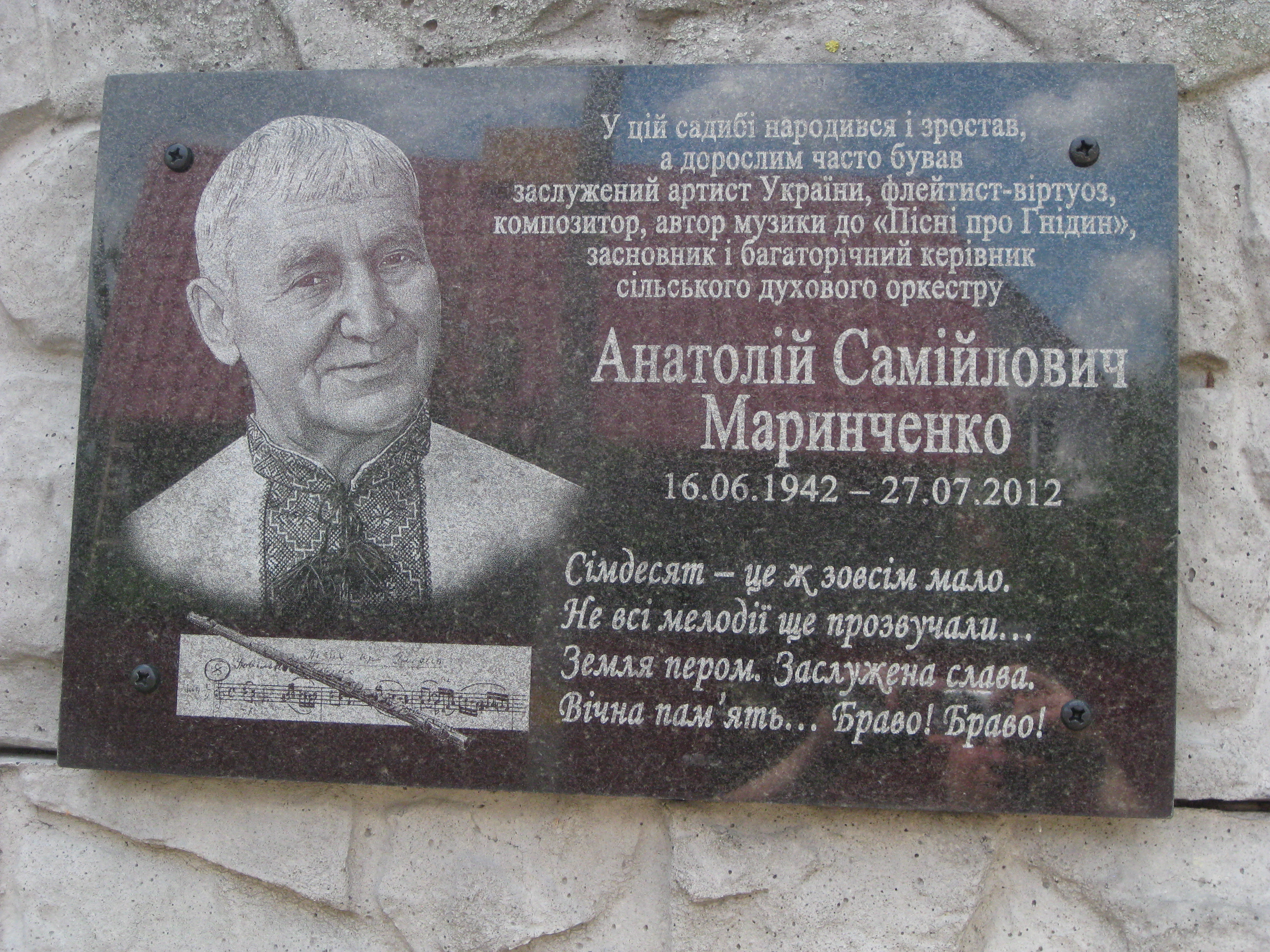
Меморіальна дошка Заслуженому артисту України А. С. Маринченку

Коли в період розбудови незалежної України постало питання про відродження національних традицій, виховання справжніх патріотів і виникла необхідність у створенні символіки кожного населеного пункту, проект Герба та Прапора Гнідина був розроблений тодішнім одинадцятикласником гнідинської школи Василь Бондаренко, який ставав неодноразовим переможцем та призером районних і обласних олімпіад з образотворчого мистецтва. Музику і гімн села створили випускник школи 1951 року, заслужений артист України Маринченко Анатолій Самійлович та директорка школи, її випускниця 1975 року Ніна Григорівна Кудько.

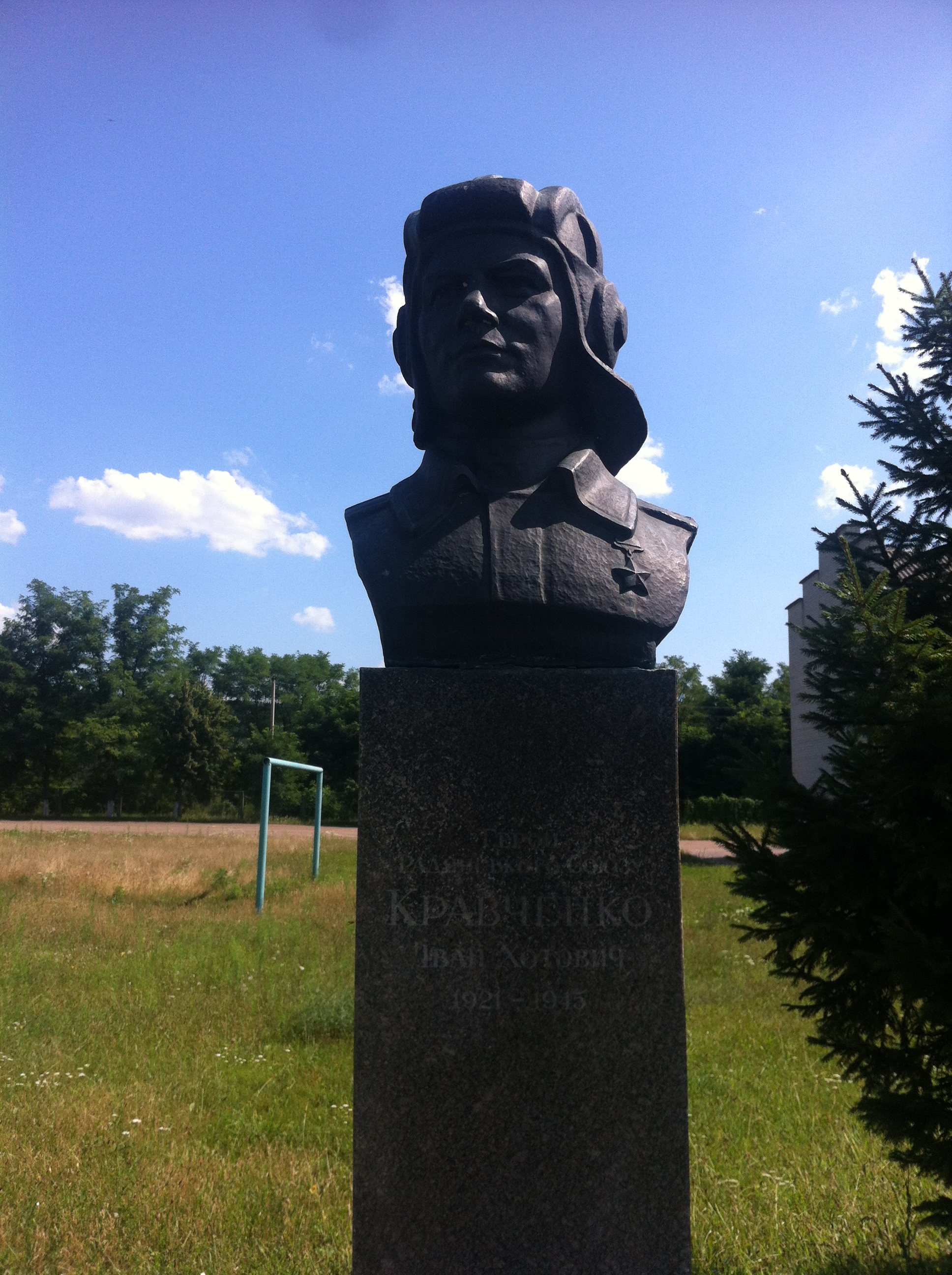
Пам'ятник Герою Радянського Союзу І. Х. Кравченку

У селі також народилися:
- Кравченко Іван Хотович (1921—1945) — Герой Радянського Союзу
- Шевченко Лазар Васильович (1879—1937) — український актор, режисер.
- Шевченко Йона Васильович (1887—1937) — український актор.
- Бідненко Ганна Федотівна (1903—?) — новатор сільськогосподарського виробництва, ланкова колгоспу імені Леніна Бориспільського району Київської області. Депутат Верховної Ради УРСР 1—5-го скликання.

Поховані
- Горяйнов Михайло Геннадійович (1976—2015) — капітан-лейтенант Збройних сил України, учасник російсько-української війни 2014—2017.
- Кузьмін Дмитро Володимирович (1974—2014) — солдат батальйону «Донбас», учасник російсько-української війни 2014—2017.

22 січня 2014 р. в околицях села знайдено тіло активіста Євромайдану Юрія Вербицького, якого тітушки викрали з лікарні в Києві й вбили після жорстокого допиту.

## Галерея

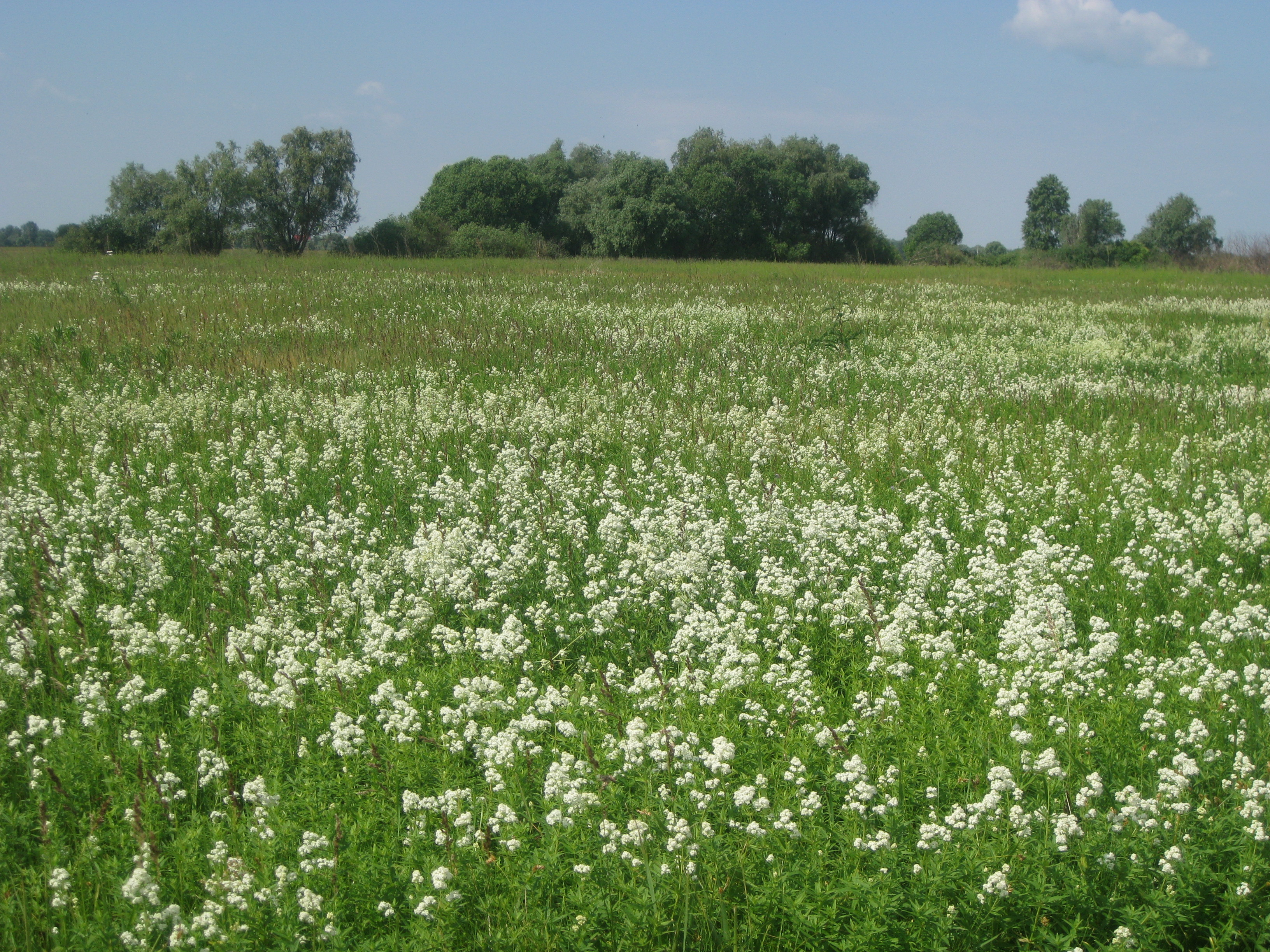
Гнідинський луг
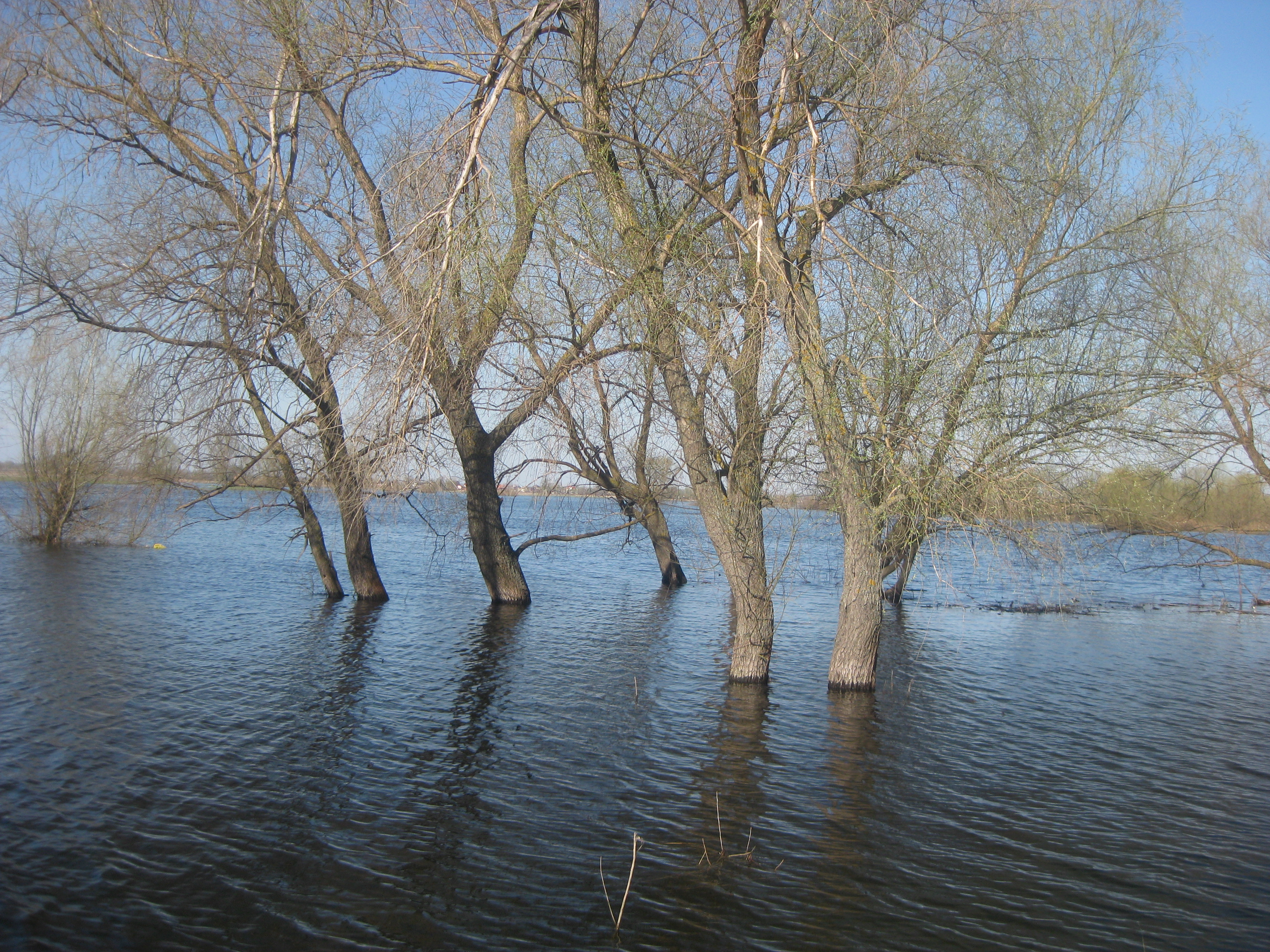
Гнідин. Повінь 2013 року
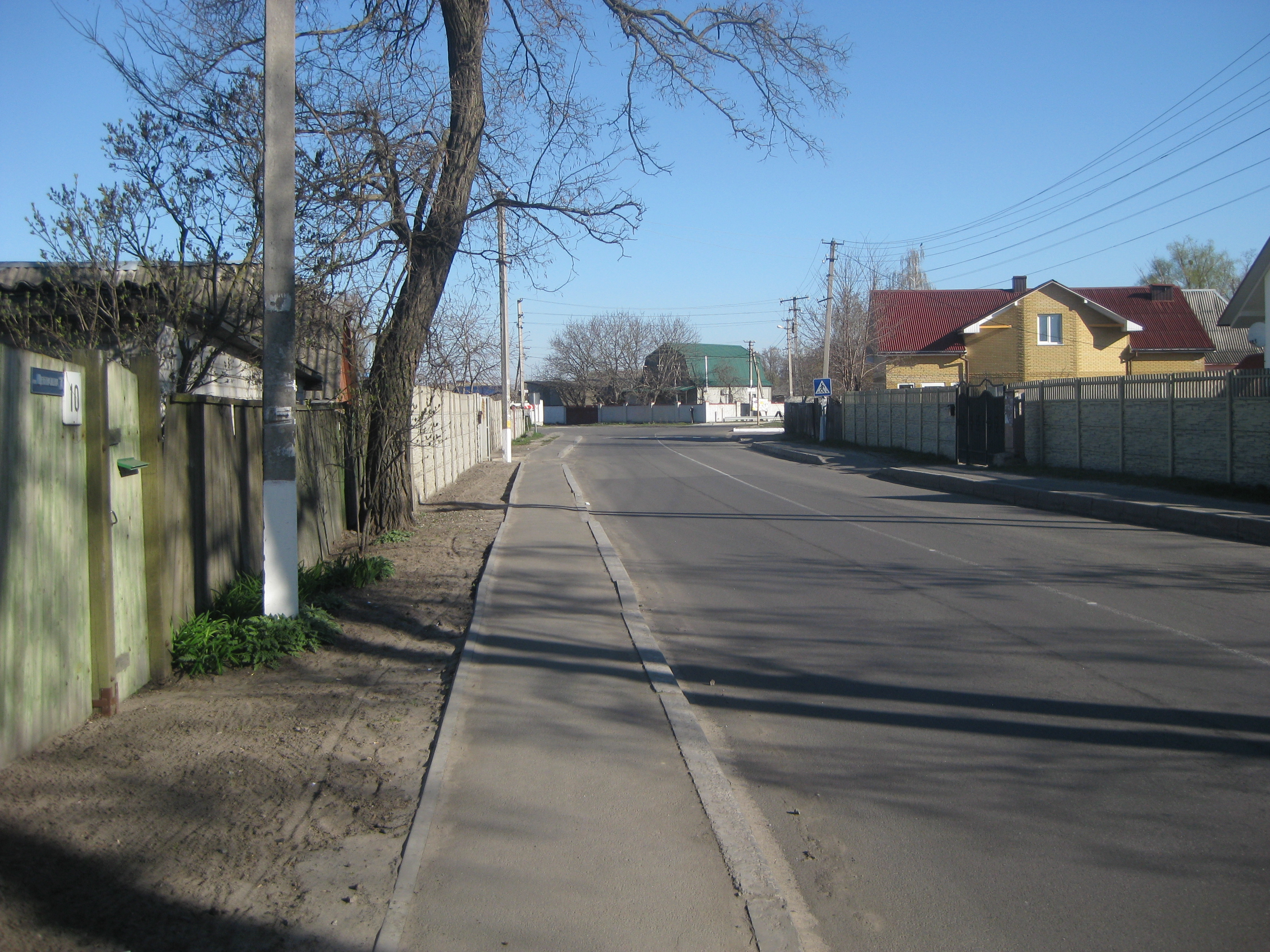
Гнідин. Ковалівка
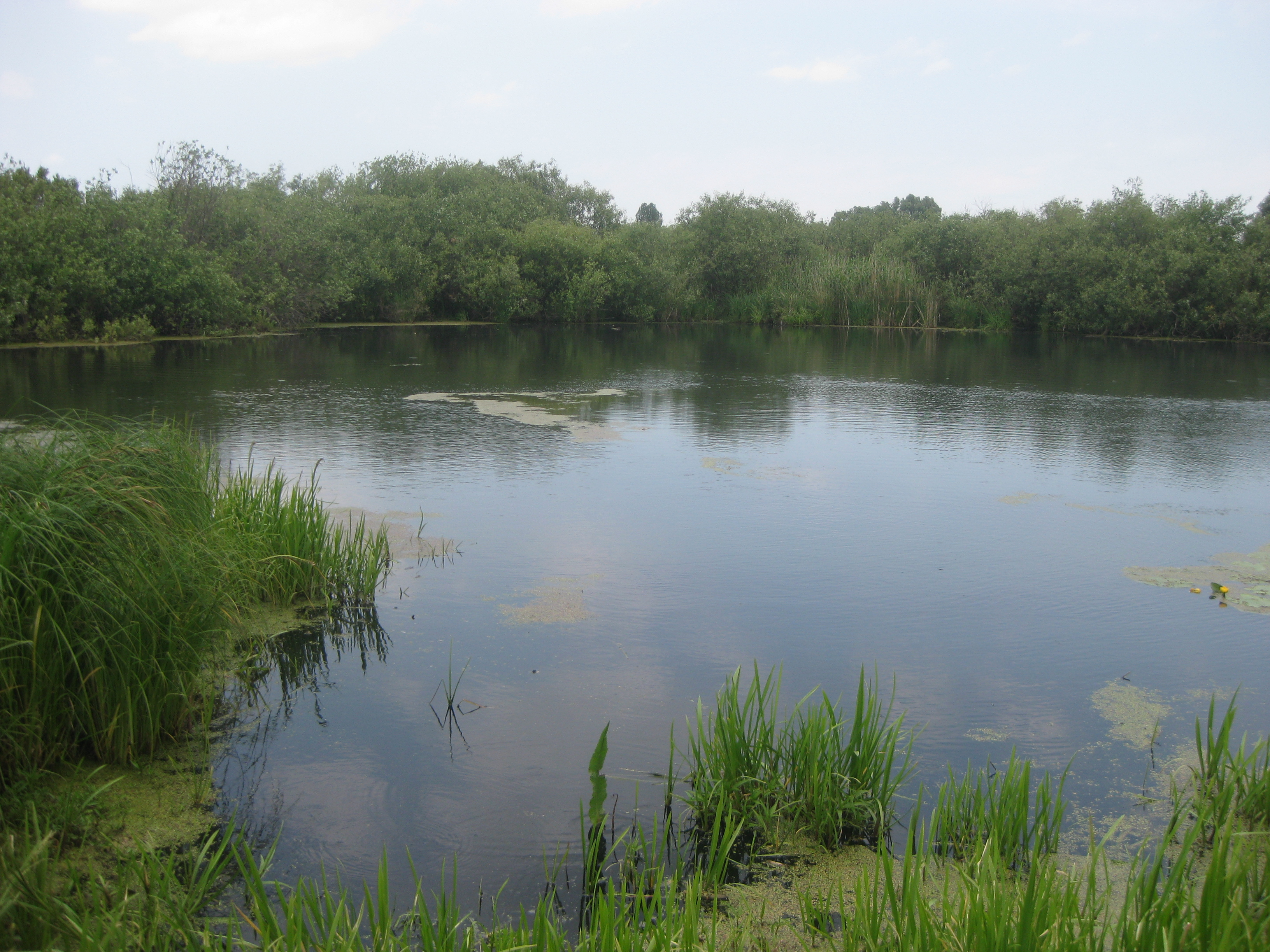
Околиці Гнідина. Панталія
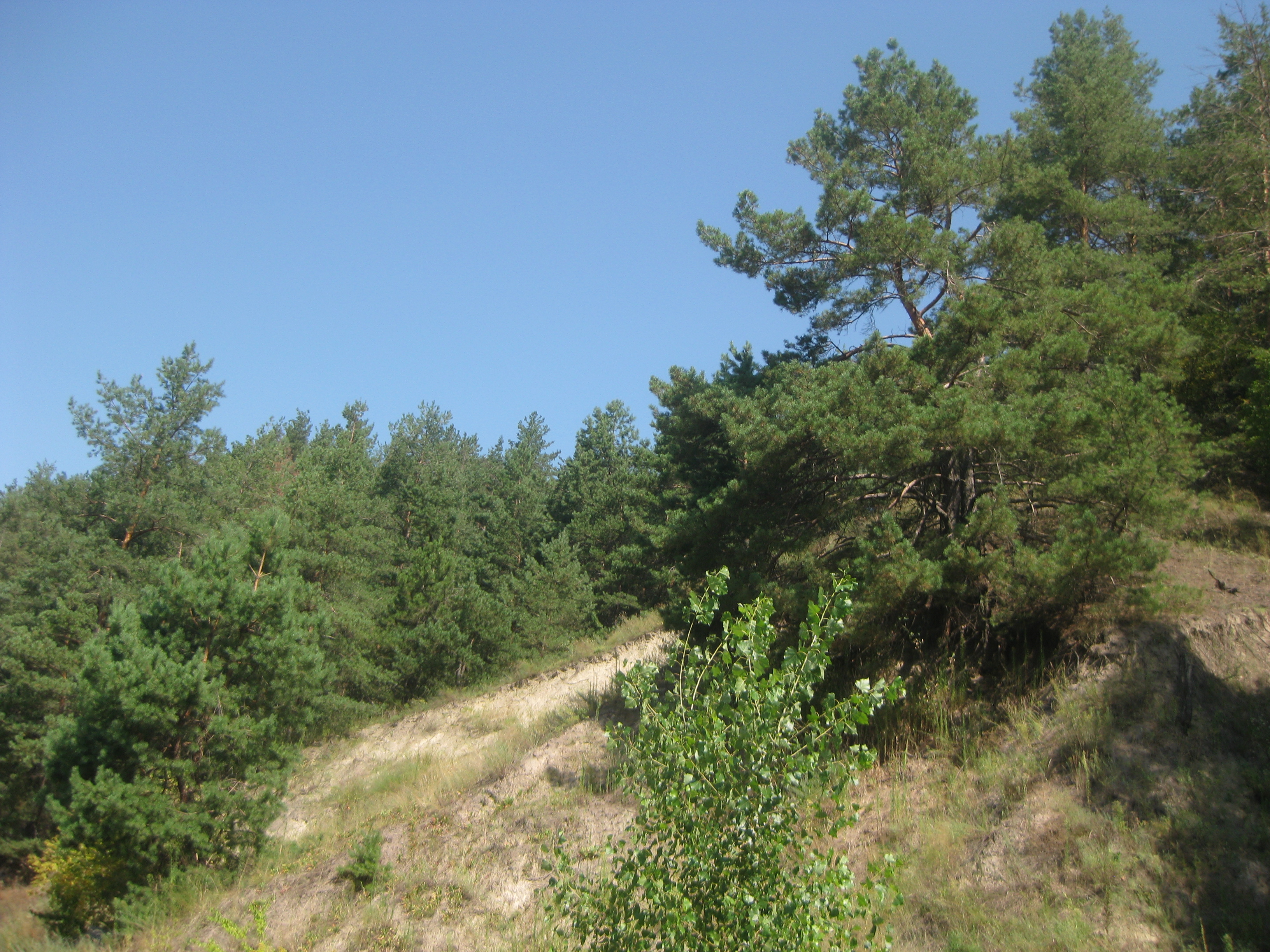
Гнідинська гора
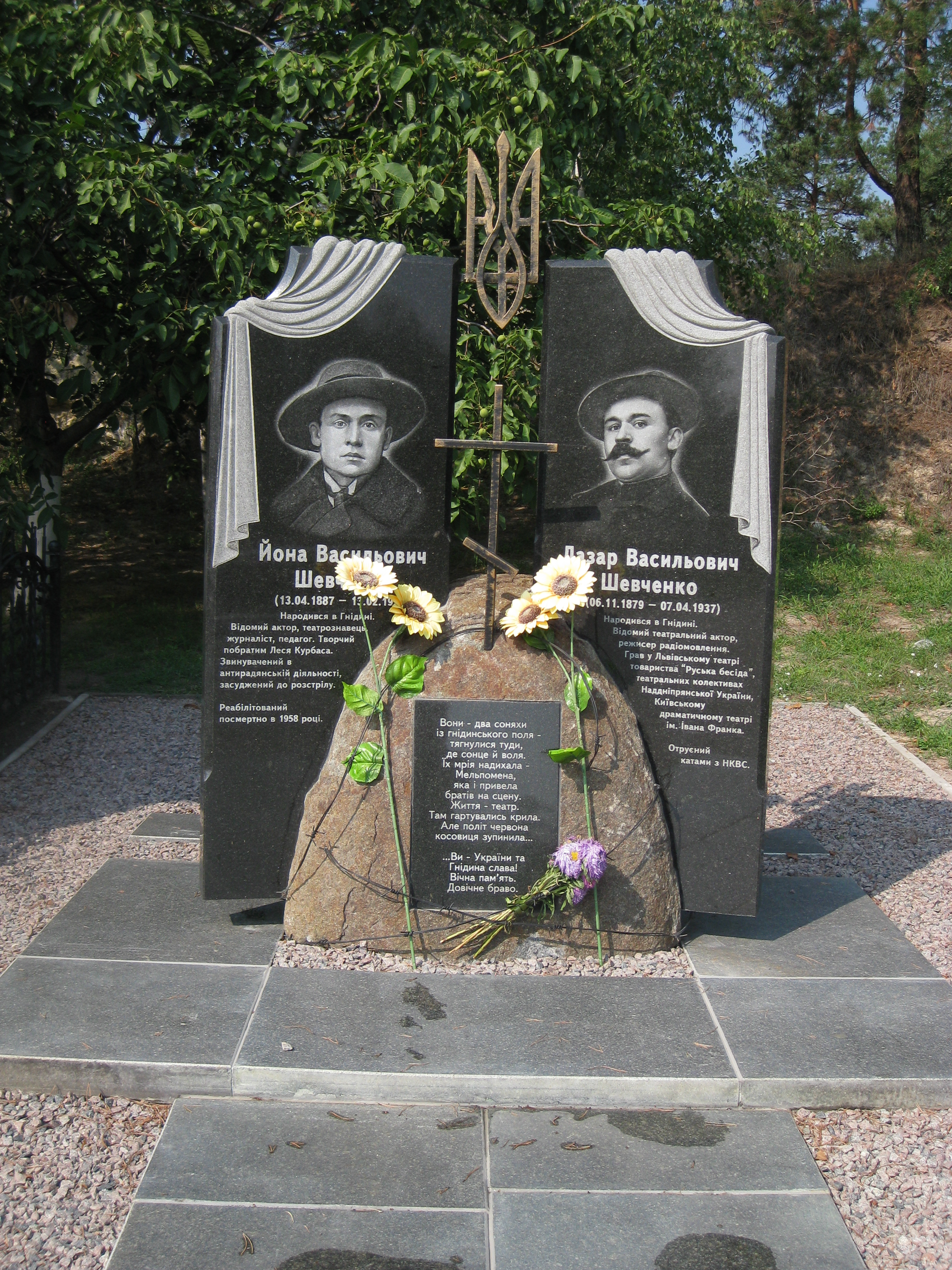
Пам'ятник братам Шевченкам
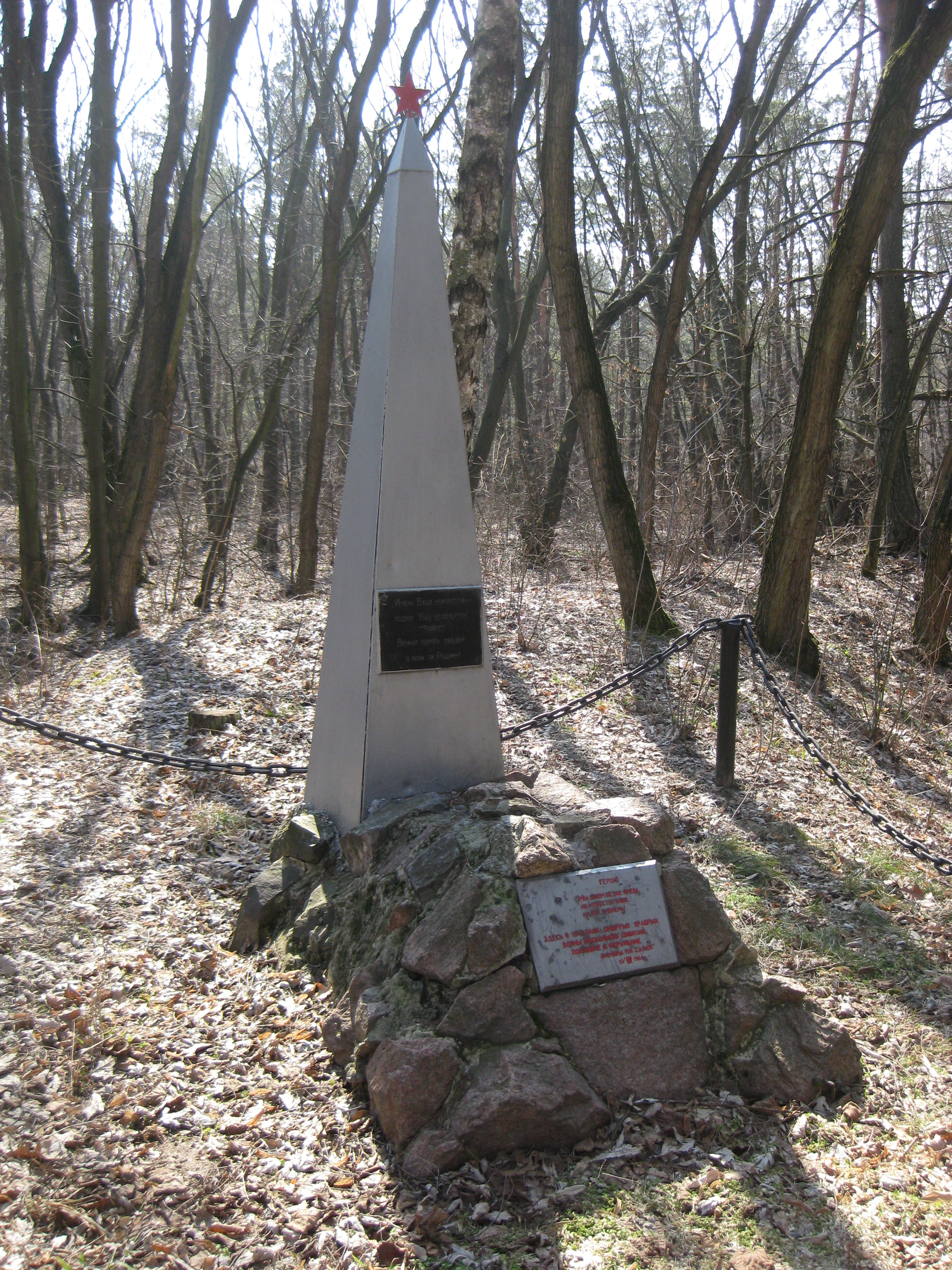
Братська могила невідомих радянських воїнів, загиблих у 1941 році. Ліс між Гнідином та Бортничами
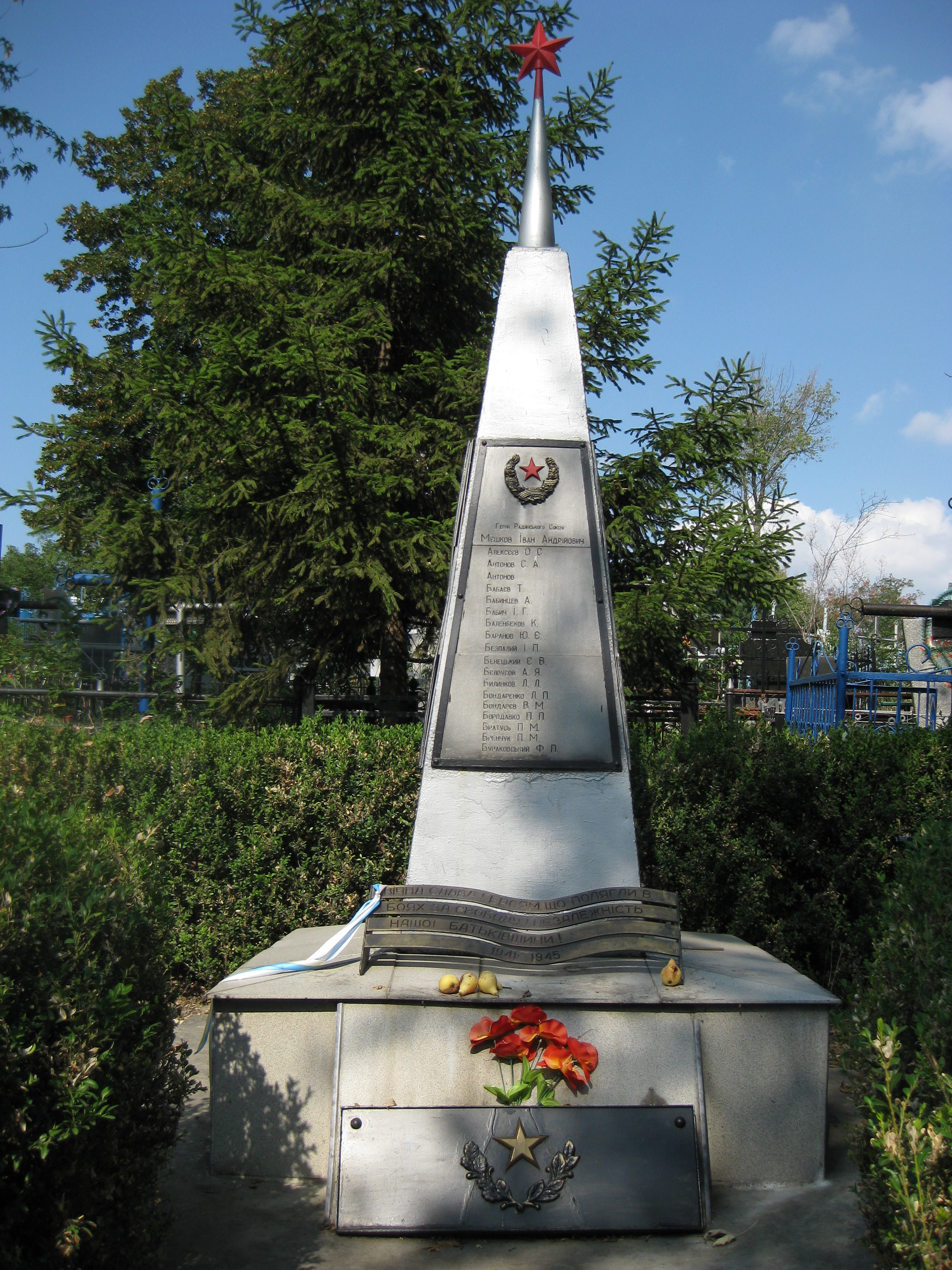
Братська могила бійців 136 стрілецької дивізії, загиблих під час визволення села та форсування Дніпра у 1943 році. Сільське кладовище
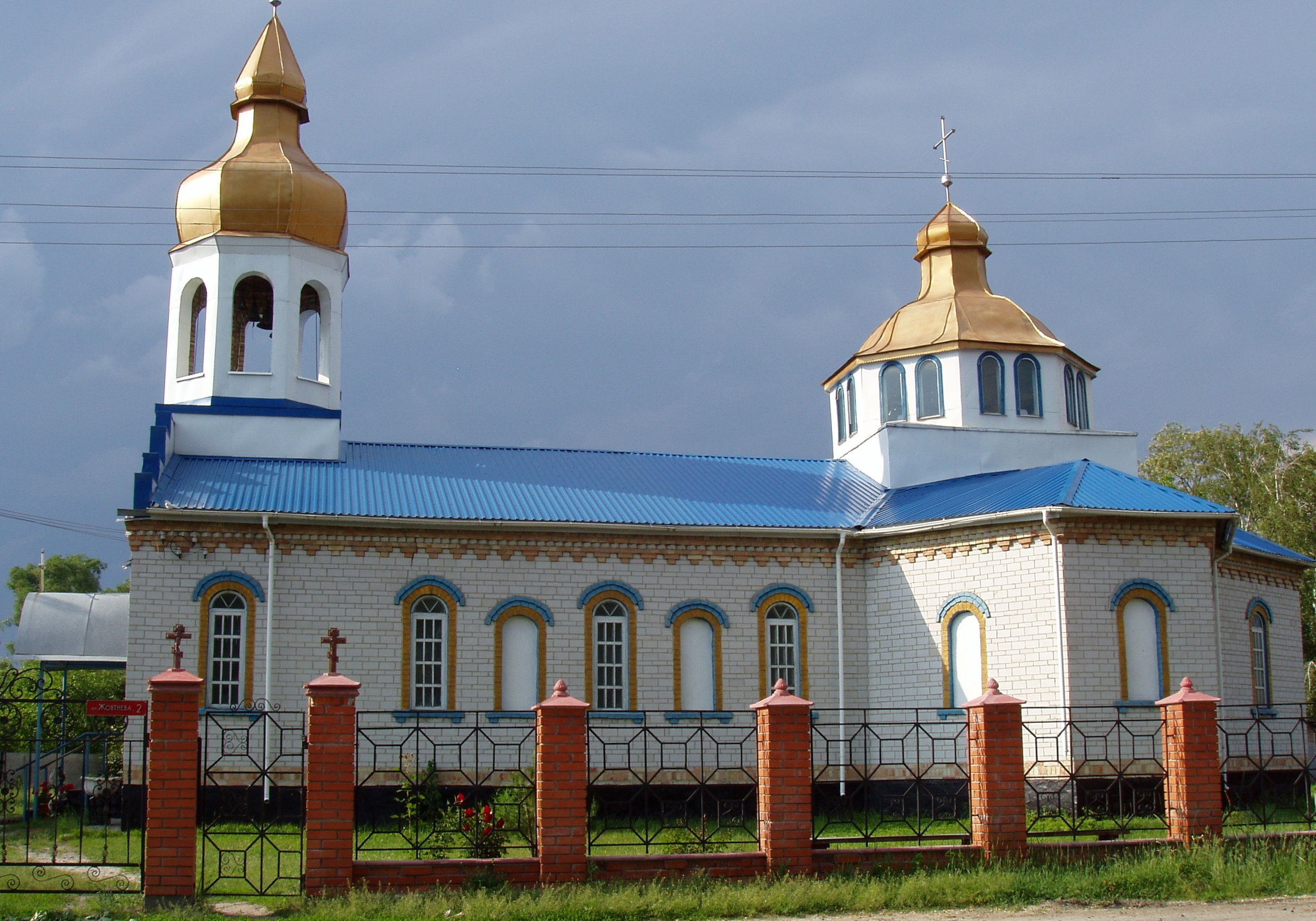
Свято-Миколаївська церква
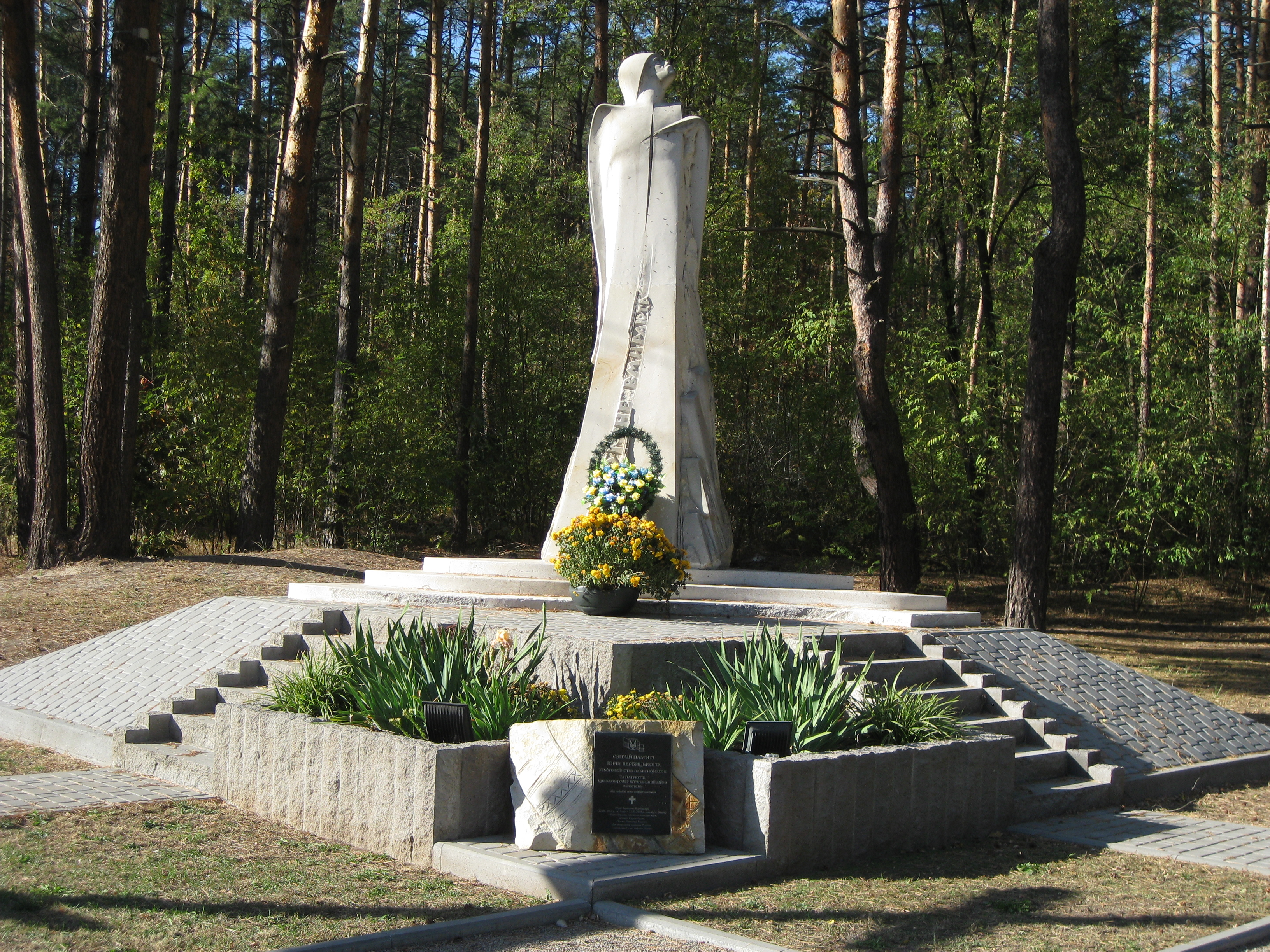
Пам’ятник Юрію Вербицькому, усьому воїнству Небесної Сотні та патріотам, що загинули у Вічизняній війні з Росією
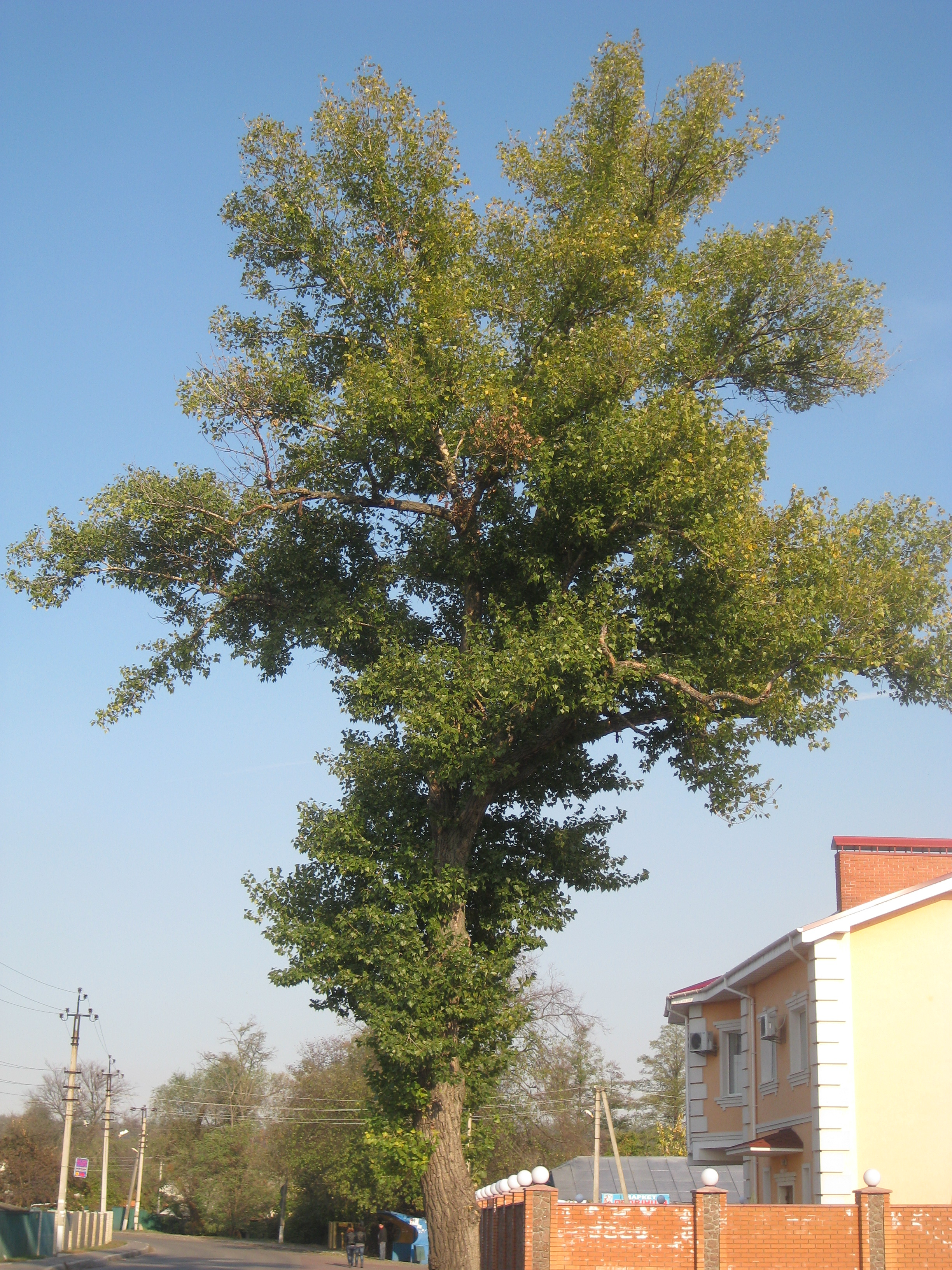
Осокор, посаджений першими випускниками Гнідинської семирічної школи в 1937 р., серед яких був і майбутній Герой Радянського Союзу І. Х. Кравченко
Меморіальна дошка М. К. Кудьку
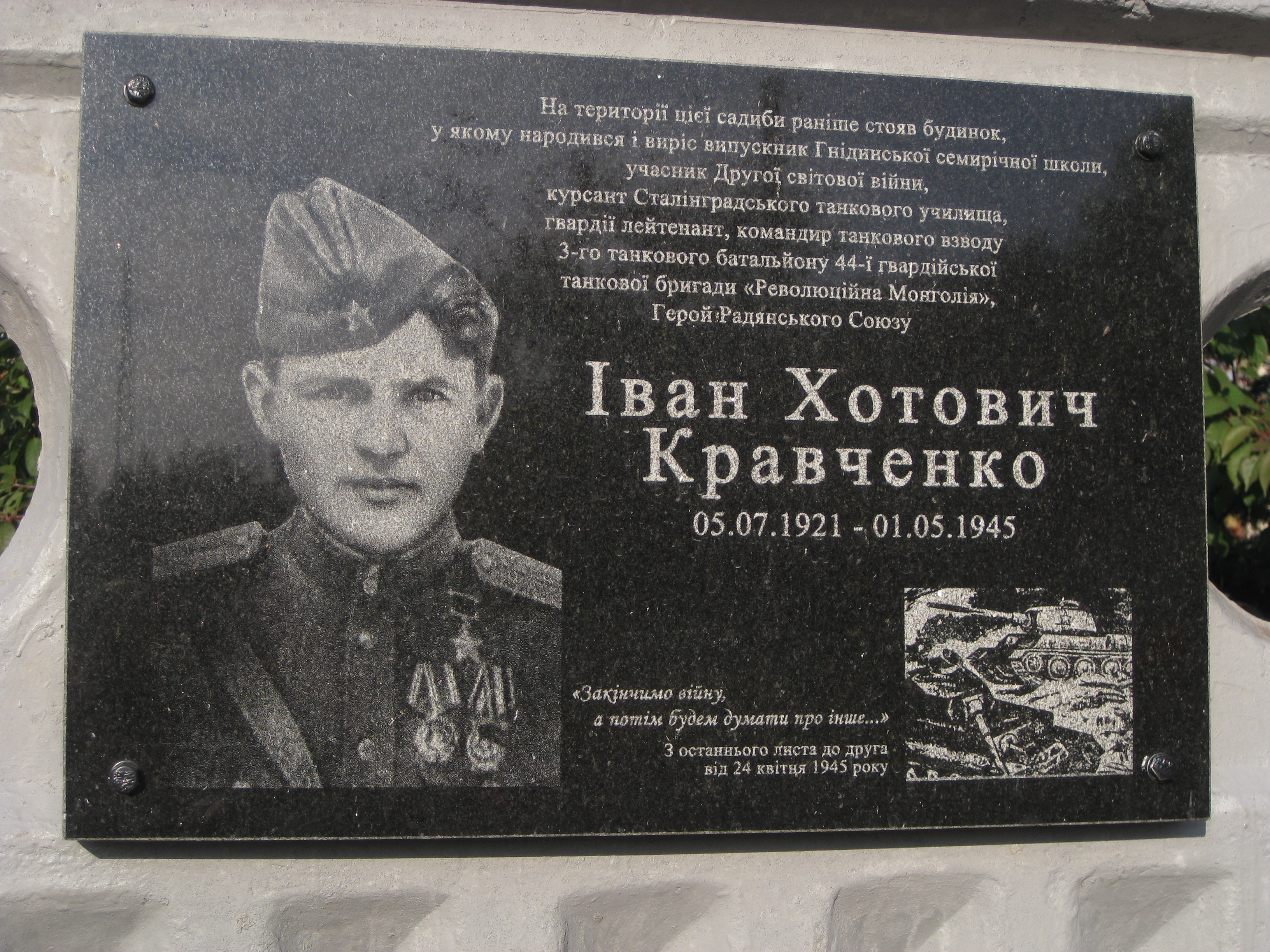
Меморіальна дошка І. Х. Кравченку